# Нонгхет
Нонгхет — один з районів (лаос. ເມືອງ муанг) провінції Сіангкхуанг, Лаос.